# Лозовое (Восточно-Казахстанская область)
Лозовое (каз. Лозовое) — упразднённое село в Шемонаихинском районе Восточно-Казахстанской области Казахстана. Входило в состав Октябрьского сельского округа. Упразднено в 2000-е годы.

## Население
В 1999 году население села составляло 52 человека (20 мужчин и 32 женщины).